# Лучіан Траскотт
Лучіан Кінг Траскотт-молодший (англ. Lucian Truscott; 9 січня 1895, Чатфілд, Наварро — 12 вересня 1965, Александрія) — американський воєначальник, генерал армії США (1954). Учасник Другої світової війни; командувач 3-ї та 5-ї американських армій за часів Другої світової війни й післявоєнний час. Разом з генералами Александером Патчем і Джеймсом Ван Флітом були єдиними американськими воєначальниками, що командували дивізіями, корпусами та арміями у роки світової війни.

## Біографія
Військова кар'єра
- 15 серпня 1917 — другий лейтенант
- 26 жовтня 1917 — перший лейтенант
- 1 липня 1920 — капітан
- 1 серпня 1935 — майор
- 18 серпня 1940 — підполковник
- 24 грудня 1941 — полковник
- 24 травня 1942 — бригадний генерал
- 24 листопада 1942 — генерал-майор
- 2 грудня 1944 — генерал-лейтенант
- 19 липня 1954 — генерал

Лучіан Кінг Траскотт-молодший народився 9 січня 1895 року у техаському співтоваристві Чатфілд в окрузі Наварро у родині англійця та ірландки. Виріс в Оклахомі, він навчався у початковій та середній школах у селі Стелла, що поблизу Нормана. 1917 році, через американський вступ у Першу світову війну, подав заяву на службу в армії Сполучених Штатів. Траскотт поступив на навчання на офіцерські курси у Форт Логан, після закінчення яких отримав звання другого лейтенанта і припис на проходження подальшої служби в кавалерії. Під час Першої світової війни молодий офіцер перебував на території США, виконував завдання з патрулювання кордону з Мексикою і служив у складі 17-го кавалерійського полку в Кемп Гаррі Дж. Джонса, Дуглас, штат Аризона.
Після війни продовжив військову службу на різних командних та штабних посадах у кавалерійських частинах, навчався на курсах підготовки офіцерів кавалерії, з подальшим призначенням інструктором до Кавалерійської школи. Навчався у Командно-штабному коледжі армії США. 27 березня 1919 року він одружився із Сарою Ніколас Рендольф, нащадку Томаса Джефферсона Рендольфа та Томаса Нельсона-молодшого.

### Друга світова війна
У 1942 році полковник Траскотт зіграв важливу роль у заснуванні американського підрозділу спеціальних військ, за зразок якого було взято британських командос. Літом 1942 року він добився створення першого американського підрозділу під командування майора Вільяма Орландо Дарбі, який став зватися 1-й батальйон рейнджерів.
У травні 1942 року Траскотт був призначений до Об'єднаного штабу лорда Луїса Маунтбеттена, а в серпні він був основним спостерігачем від американських збройних сил при проведенні рейду на Дьєпп. Рейд був, перш за все, канадською операцією, що складалася з елементів 2-ї канадської піхотної дивізії з двома загонами британських командос, а також з невеликим загоном з 50 осіб від 1-го батальйону рейнджерів. Рейнджери входили до загонів No. 3 Commando, No. 4 Commando, та 6 рейнджерів діяли з канадськими полками. Цей рейд вважається першою наземною бойовою акцією американських військ проти німецьких сил у Другій світовій війні.
У липні 1942 року Траскотт був призначений до складу IX корпусного району у Форт Льюїс, штат Вашингтон. 8 листопада 1942 року генерал-майор Траскотт особисто очолював висадку 9000 воїнів 60-го піхотного полку (частина 9-ї піхотної дивізії) та 66-го бронетанкового полку (частина 2-ї бронетанкової дивізії) на плацдарм у Мехдії та Порт Льютей у Марокко, в операції «Смолоскип» під командуванням генерал-майора Джорджа С. Паттона.
У березні 1943 року молодий генерал взяв на себе командування 3-ю піхотною дивізією та контролював її підготовку до вторгнення союзників на Сицилію. Рівень його тренувань та вимогливість були дуже жорсткими, тому 3-я піхотна дивізія була підготовлена до найвищого рівня. У віці 48 років він був одним з наймолодших командирів дивізій на той час в армії США. У липні 1943 року він керував дивізією при висадці на Сицилію, під командування 7-ї армії генерал-лейтенанта Паттона. У боях на італійському острові, навички його навчання окупилися, коли дивізія на великій швидкості проходила великі відстані в умовах гірської місцевості. 3-тя піхотна дивізія вважалася найкраще підготовленою дивізією у складі 7-ї армії.
Після нетривалого відпочинку, коли було проведення поповнення дивізії особовим складом та технікою, в середині вересня, через дев'ять днів після початку висадки англо-американського десанту в Салерно, 3-тя дивізія висадилася на берег італійського материка, і у складі 6-го корпусу генерал-майора Джона П.Лукаса, який входив до 5-ї армії Марка В. Кларка, вела бої на італійському півострові. З'єднання вело бої в жовтні за прорив лінії Вольтурно та у сувору зимову погоду билася на лінії Густава, де зазнала важких жертв. Після цього дивізію відвели з лінії фронту для відпочинку та відновлення боєздатності.
У січні 1944 року 3-тя дивізія разом з 1-ю британською піхотною дивізією, часткою 1-ї бронетанкової дивізії, 504-ю полковою парашутною бойовою групою, двома загонами британських командос та трьома батальйонами рейнджерів армії США вела бої за Анціо.
17 лютого 1944 року генерал Траскотт прийняв командування VI корпусом, ставши другим наймолодшим командиром корпусу в американській армії, поступившись лише Дж. Лоутону Коллінзу, який тоді командував VII корпусом в Англії. Генерал Кларк, згадуючи у своїх спогадах після війни, стверджував, що
«обрав Траскотта новим командиром VI корпусу серед усіх командирів дивізії, які були мені, на плацдармі Анціо, які були знайомі з ситуацією, в якій він був найвидатнішим, найбільш грамотним і сміливим офіцером з великим бойовим досвідом ведення війни у Північній Африці, на Сицилії та в Італії, він вселяв упевненість у всіх, з ким контактував».
Після завершення битви за Анціо, Траскотт продовжував командувати VI корпусом на Італійському фронті, у фінальній битві за Монте-Кассіно та надалі очолив захоплення Риму. Пізніше його корпус був виведений з першого ешелону для підготовки в операції «Драгун», висадці морського десанту у південній Франції.
15 серпня 1944 року VI корпус генерала Траскотта висадився на півдні Франції і спочатку зіткнувся з відносно слабким спротивом німецьких військ. Швидкий відступ німецької 19-ї армії генерала від інфантерії Фрідріха Візе сприяв стрімкому просуванню союзницьких сил територією Франції. 6-й корпус США розпочав переслідування і в середині вересня поблизу Діжона союзні війська, що наступали з нормандських плацдармів зустрінулися з формуваннями Траскотта.
2 вересня 1944 року його підвищили у генерал-лейтенанти і в грудні 1944 року він отримав командування 5-ї армії в Італії, після того, як генерал-лейтенант Марк Кларк став командувачем союзної 15-ї групи армій. Траскотт командував 5-ю армією в битвах важкої зими 1944—1945 рр., де багато її угруповань знаходилися на відкритих позиціях у горах Італії. Весною 1945 року він очолював стратегічний наступ у Північній Італії, що завершився остаточним знищенням німецьких сил на цьому театрі війни.

### Післявоєнний час
8 жовтня 1945 року Траскотт прийняв у генерала Джорджа С. Паттона 3-ю армію і керував нею до квітня 1946 року. Генерал очолював американський Східний військовий округ в окупаційній зоні Німеччини, яка складалася в основному з держави Баварія. Коли в березні 1946 року була деактивована 7-ма армія, 3-тя армія Траскотта зайняла Західний військовий округ (американська зона окупації: Баден, Вюртемберг та Гессен-Дармштадт).
1947 році генерал-лейтенант Лучіан Траскотт звільнився з лав збройних сил. 1954 році Конгрес прийняв закон 83-508, відповідно до якого, низці американських вищих офіцерів, хто проявив свої найвидатніші лідерські здібності під час Другої світової війни, було присвоєне наступне звання за видатні заслуги. Л. Траскотт отримав звання повного генерала.
12 вересня 1965 року генерал Лучіан Траскотт помер в Александріі, в штаті Вірджинія. Похований на Арлінгтонському національному цвинтарі.